# La tigre dormiva
La tigre dormiva (titolo originale: The Sleeping Tiger) è un romanzo giallo di David McDonald Devine, pubblicato nel 1968 con lo pseudonimo di Dominic Devine.
Il libro è stato tradotto in numerose lingue: tedesco, danese, finlandese, svedese e giapponese. In italiano è apparso nel 1969, nella collana Il Giallo Mondadori n. 1050.

## Trama
John Prescott è un giovane avvocato che prima dei trent'anni è già socio di uno studio legale. Proveniente da un piccolo paese, Prescott si è inserito a Cromley facendo amicizia con alcuni giovani professionisti e il suo migliore amico è Peter Reece, commercialista nella ditta di famiglia. Quando Peter si fidanza con Norah, segretaria di suo padre, alcuni equilibri si alterano, sia per la contrarietà manifestata dai familiari di Peter (il padre vedovo e la sorella di appena quindici anni), sia perché Prescott è attratto a sua volta da Norah. Peter si  fida di John e gli chiede di riaccompagnare Norah a casa, mentre lui stesso si ferma in ufficio molto spesso fino a tarda notte. Tutto ciò culmina in una serata domenicale, quando John trova l'amico impiccato sul retro della villa in cui i Reece abitano. L'inchiesta che segue, dichiara che si tratti di suicidio, grazie anche a una lettera in cui Peter si accusa di avere sottratto denaro dei clienti dello studio paterno.
Su John, addolorato per la tragedia, Norah sfodera i suoi poteri seduttivi e si fa sposare dopo sei mesi. Intanto i Reece vanno a vivere in Francia. Così passano cinque anni. Nel tempo il matrimonio di Norah e Prescott non ha tenuto e lei ha una relazione stabile con un amico del marito, Tim Raven, scapolo impenitente. Ma quando i Reece tornano improvvisamente dalla Francia, si riapre il caso della morte di Peter perché il padre ha ricevuto lettere anonime ricattatorie e anche la polizia è stata avvertita con lo stesso mezzo che il giovane era stato prima tramortito e poi impiccato. Prescott, che a suo tempo aveva fatto molta compagnia ad Harriet, la sorella di Peter, apprende che è stata pagata una cifra dal signor Reece, consegnata poi da Norah. Sentendosi circondato da silenzi e ostilità, John riceve a sua volta una lettera anonima e si reca all'appuntamento, non per pagare il ricattatore, ma per smascherarlo.
Cade così in una trappola abilmente preparata per lui: arrivato al luogo dell'appuntamento, una cabina telefonica, scopre il cadavere della sua segretaria Sandra Welch e, sconvolto, compie alcune imprudenze che lo portano all'incriminazione per duplice assassinio. Il processo, contro le previsioni di tutta la città, si risolve con il proscioglimento di Prescott ma, se la Giuria e il giudice si sono mostrati imparziali, amici e colleghi rimangono dell'opinione che egli sia colpevole. Persino Harriet, che gli aveva dichiarato il suo amore, non lo vuole più vedere ed ha paura di lui. Quanto a Norah e ai soci o amici, hanno testimoniato contro di lui e non è facile ora affrontarli per consentirgli di comprendere la verità sulle due morti. L'unica cosa assodata è che Sandra Welch è stata in un primo tempo la ricattatrice: aveva convissuto in Francia con Arthur Reece e conosceva le tragedie della sua vita.
Libero, Prescott lotta per ricostruire tutta la vicenda e trovare il vero assassino. La sua caparbietà lo porta in Francia con la riluttante Harriet. Nella casa occupata dai Reece ci sono documenti che farebbero comprendere perché Peter sia stato assassinato. Convinta che il colpevole sia il padre, Harriet tenta di ingannare John e di bruciare le carte che, lei sa benissimo, si trovano in una cassaforte nell'ingresso. Ma John non è più l'ingenuo giovane manipolabile e prima sventa la distruzione delle prove (almeno in parte), poi affronta l'assassino che li ha seguiti e ha tentato di sparargli. La verità si può finalmente affermare: un amico di Prescott e Peter è stato l'ideatore degli assassinii e dei ricatti, perché incauto con le spese e avido di denaro facile. Pur nella chiarezza ristabilita, Prescott e Harriet faticano non poco a far accettare alle autorità la loro ricostruzione dei fatti, che costringe quanti, convinti della colpevolezza di Prescott, non si erano fatti scrupoli, agendo perché lui fosse condannato.

## Personaggi principali
- John W. Prescott, avvocato della W.B. Clyde & Sons.
- Arthur Reece, commercialista.
- Peter e Harriet Reece, figli di Arthur.
- Edward Lowson, Tim Raven, soci di Prescott.
- Frank Hornby, David Parry, medici di Cromley.
- Norah Browne, segretaria di Arthur Reece.
- Nadine Smith, Sandra Welch, segretarie di Prescott.
- Ron Williamson, ispettore di polizia.
- Lacey, ispettore-Capo della polizia di Cromley
- Julius Rutherford, avvocato difensore.
- Sir Hugh Lympney, pubblico ministero.

## Edizioni in italiano
- Dominic Devine, La tigre dormiva, traduzione di Arnaldo Sole, Il Giallo Mondadori n. 1050, Milano 1969